# براد بيمبرتون
براد بيمبرتون (بالإنجليزية: Brad Pemberton)‏ هو طبال أمريكي، ولد في 8 أغسطس 1969.